# Вулиця Жабинського (Чернігів)
Вулиця Жаби́нського — вулиця в Новозаводському районі міста Чернігів. Пролягає від глухого кута біля вулиці Івана Мазепи до вулиці Старобілоуська.
Примикають проспект Перемоги, провулок Вокзальний.

## Історія
На початку 1930-х років на місці сучасної вулиці було прокладено дорогу вздовж товарного двору залізничної станції. У 1960-х роках отримала назву Вокзальна вулиця — через близькість до залізничного вокзалу.
1983 року вулиця отримала сучасну назву — на честь Героя Радянського Союзу, уродженця Чернігова Дмитра Івановича Жабинського.
Парна сторона вулиці, що на північ від проспекту Перемоги, почала забудовуватися комплексом 10-поверхових будинків у 2010-х роках — у 2016 році введено в експлуатацію перший будинок.

## Забудова
Початок вулиці парна і непарна сторони зайняті багатоповерховою житловою (5-поверхові і 10-поверхові  будинки, один 14-поверховий) і нежитловою (територія ринку, хлібокомбінату, склади, магазини непродовольчих продуктів) забудовою. Кінець вулиці парна та непарна сторони зайняті садибною забудовою, частково малоповерховою житловою (один 2-поверховий будинок). Початок вулиці парна сторона зайнята територією Привокзального ринку (проспект Перемоги №13).
На розі вулиці Жабинського та Вокзального провулка розташований стадіон «Локомотив». Між малоповерховою житловою забудовою вулиці Привокзалною та багатоповерховою житловою забудовою вулиці Жабинського розташований Залізничний парк.
Установи:
1. будинок № 2/6 — Чернігівська митниця
2. будинок № 11 - Чернігівський комбінат хлібопродуктів № 1
3. будинок № 15 - КП «Чернігівводоканал»
4. будинок № 15 А - Чернігівський стрілецько-спортивний клуб
5. будинок № 19 - стадіон «Локомотив»
6. будинок № 21 - пожежна частина ДПРЧ-2

Навпроти стадіону «Локомотив» розташована низка історичних будівель, що не є пам'ятками архітектури чи історії — чотири садибні будинки (№ 4, 6, 8, 10)  .
Меморіальні дошки:
1. будинок № 2/6 - Герою Радянського Союзу Дмитру Івановичу Жабинському - коментар іменування вулиці
2. будинок № 21 - підполковнику, учаснику ліквідації аварії на ЧАЕС Григоренко Анатолію - на будинку пожежної частини, якою він керував.